# St. Magnus (Leubas)

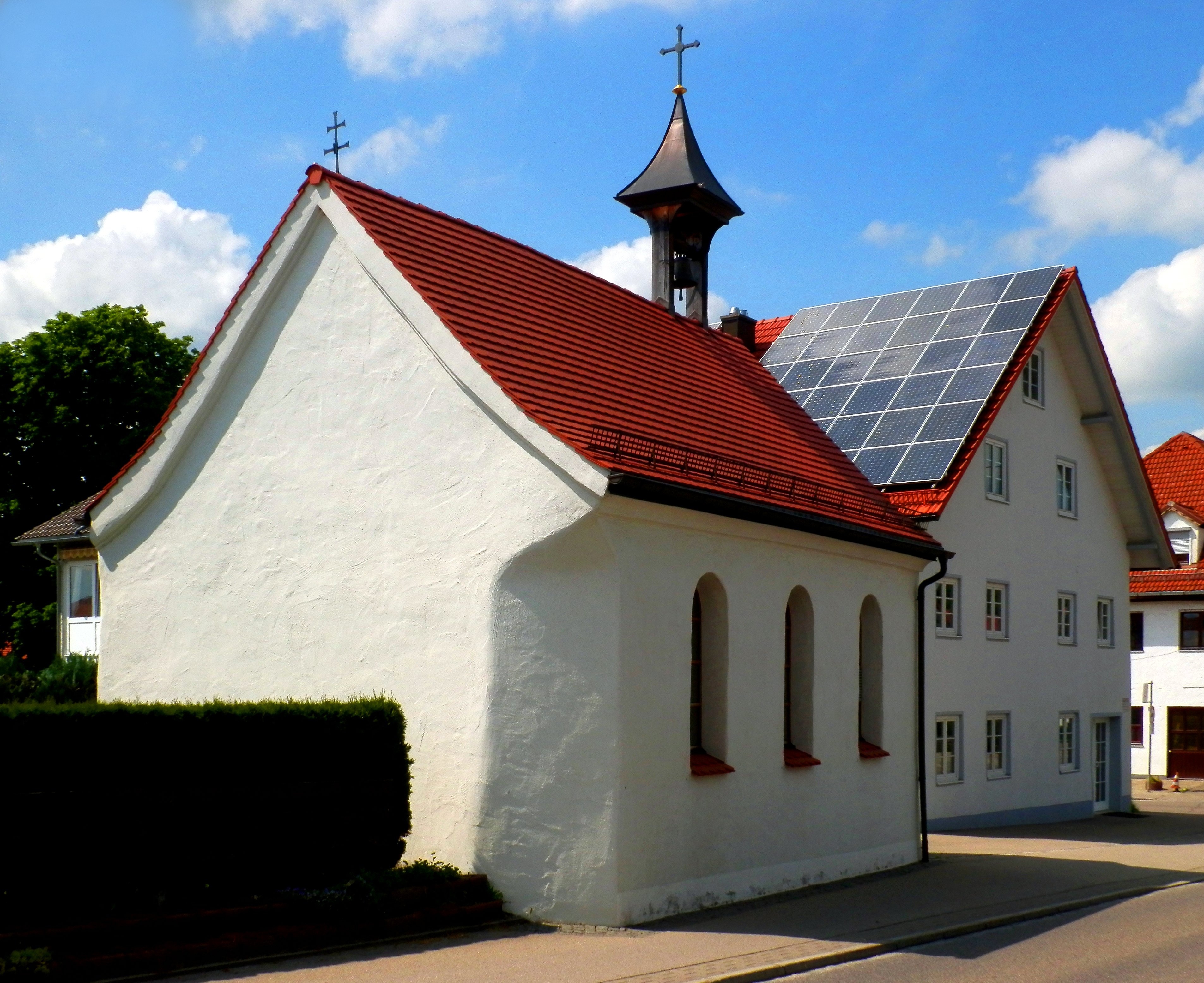
Kapelle St. Magnus in Leubas

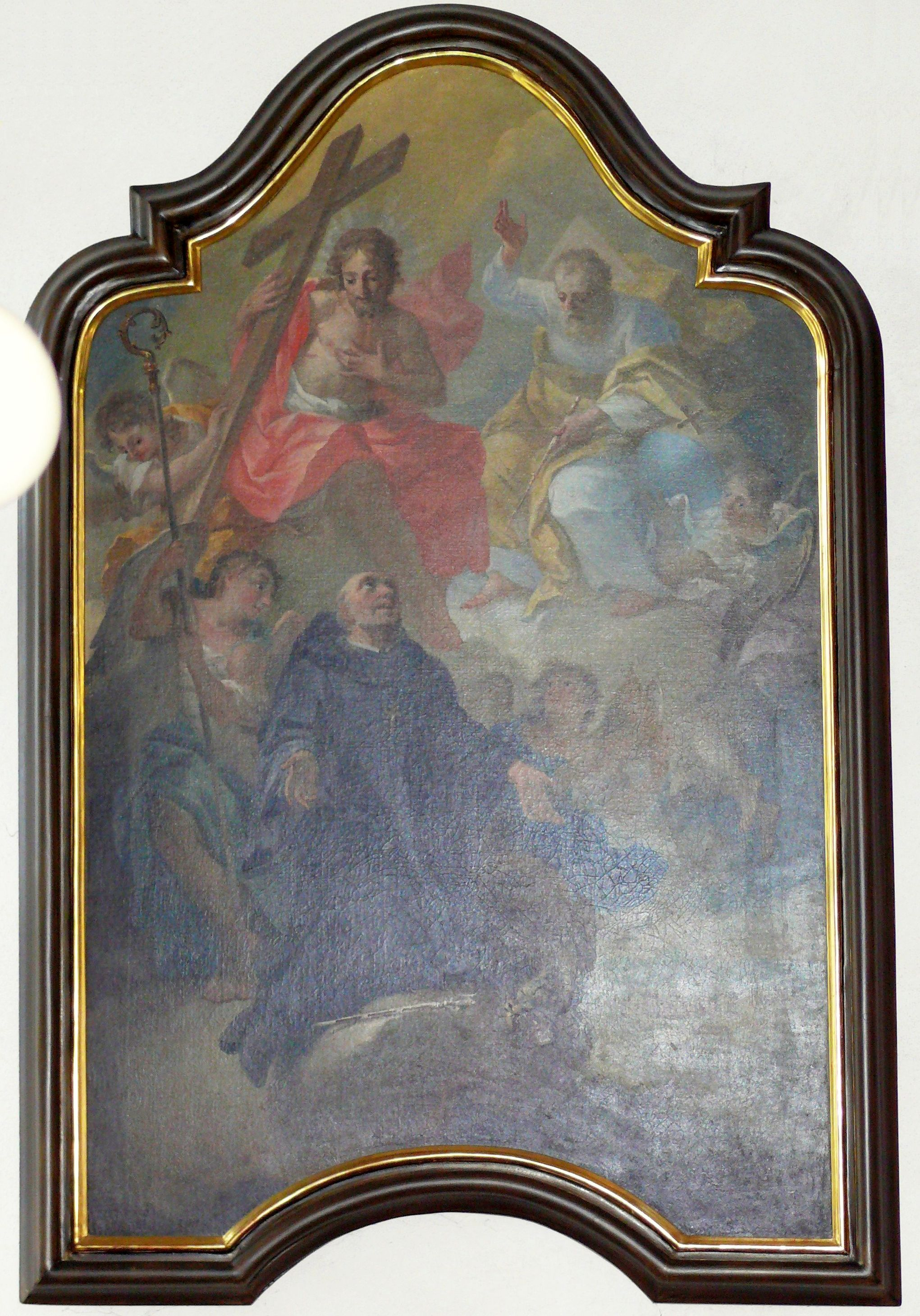
Hl. Magnus, Altarbild (um 1735), jetzt in der neuen Kirche

Die römisch-katholische Kapelle St. Magnus ist ein denkmalgeschütztes Bauwerk in Leubas, einem Ortsteil von Kempten (Allgäu). Die Kapelle steht an der Leubaser Straße, der Hauptstraße des Ortsteils, und stammt aus der Zeit um 1735, was eine Messeerlaubnis belegt.

## Beschreibung
Der kleine Saalbau mit drei Fensterachsen ist nach Süden ausgerichtet. Das Satteldach trägt über dem nördlichen Giebel einen Dachreiter.
Der marmorierte, viersäulige Altar aus Holz ist wie auch das Gemälde in der Kapelle aus der Erbauungszeit. Das Gemälde zeigt den heiligen Magnus von Füssen vor der Dreifaltigkeit, im Vordergrund ist eine Ortsansicht von Leubas abgebildet. Im Wolkenkranz ist die Heilig-Geist-Taube als Ovalbild dargestellt.
Ein Kreuzweg ist in einer Hinterglasmalerei aus dem späten 18. Jahrhundert abgebildet.
Das Altarbild, die kleinformatigen Kreuzwegstationen und eine alte Glocke befinden sich jetzt in der benachbarten, 1996/97 erbauten Filialkirche Maria Heimsuchung. 